# Karen Marsden
Karen Elizabeth Marsden OAM (* 28. November 1962 in Margaret River, Western Australia) ist eine ehemalige australische Hockeyspielerin, die mit der australischen Hockeynationalmannschaft 1996 Olympiasiegerin war.

## Sportliche Karriere
Karen Marsden war Torhüterin der Wolfside Wolves.
Bei der Champions Trophy 1993 in Amstelveen siegte sie mit der australischen Mannschaft, die Australierinnen gewannen das Endspiel im Shootout gegen die Niederländerinnen. Marsden wechselte sich im Tor mit Justine Sowry ab. Marsden spielte in zwei Rundenspielen und im Finale.
1994 bei der Weltmeisterschaft in Dublin spielte Marsden in allen sieben Partien, Sowry wurde einmal eingewechselt und einmal ausgewechselt. Die Australierinnen unterlagen in der Vorrunde den Russinnen, besiegten aber die Argentinierinnen. Am Ende der Vorrunde lagen die Australierinnen auf dem zweiten Gruppenplatz hinter den Argentinierinnen. Mit einem Halbfinalsieg über die Deutschen erreichten sie das Finale und gewannen dort mit 2:0 gegen die argentinische Mannschaft.
Bei den Olympischen Spielen 1996 in Atlanta war die zehn Jahre jüngere Clover Maitland die Stammtorhüterin der australischen Mannschaft, Marsden bekam aber in sieben von acht Partien Einsatzzeit. Nur im Endspiel blieb sie auf der Bank. In diesem Finale trafen die Australierinnen auf die Südkoreanerinnen und gewannen den Titel mit 3:1.
Karen Marsden wurde im Januar 1997 mit der Medaille des Order of Australia ausgezeichnet.